# Nawaf Mubarak
Nawaf Mubarak Al-Darmaki (Sharjah, 31 agosto 1981) è un calciatore emiratino, centrocampista dell'Al Sharjah SC.